# بچه رئیس: کسب‌وکار خانوادگی
بچهٔ رئیس: کسب‌وکار خانوادگی (به انگلیسی: The Boss Baby: Family Business) یک پویانمایی رایانه‌ای-سه‌بعدی کمدی آمریکایی است که بر اساس کتابی به‌همین نام نوشتهٔ مارلا فارزی ساخته شده‌است. این انیمیشن توسط دریم‌ورکس انیمیشن تولید و توسط یونیورسال پیکچرز توزیع شده‌است. این انیمیشن قسمت دوم مجموعهٔ بچهٔ رئیس و دنباله‌ای برای فیلم ۲۰۱۷ است. این فیلم توسط تام مک‌گراث کارگردانی می‌شود و صداپیشه شخصیت اصلی فیلم الک بالدوین است. جیمز مارسدن، ایمی سداریس، آریانا گرینبلت، اوا لونگوریا، جیمی کیمل، لیسا کودرو و جف گلدبلوم از جملهٔ صداپیشگان این انیمیشن هستند. این فیلم در ۲ ژوئیه ۲۰۲۱ همزمان با اکران در سینماها از سرویس استریم پیکاک منتشر شد.
این فیلم در ۲ ژوئیه ۲۰۲۱ (۱۱ تیر ۱۴۰۰ شمسی) توسط یونیورسال پیکچرز اکران شد.
ابتدا قرار بود که فیلم در ۲۶ مارس ۲۰۲۱ (۶ فروردین ۱۴۰۰) منتشر شود که با سه ماه تأخیر مواجه شد و در تاریخ ۲ ژوئیه ۲۰۲۱ منتشر گردید.

## داستان
در این فیلم تیموتی «تیم» تمپلتون حالا بزرگ شده و ازدواج کرده و صاحب دو فرزند دختر است. فرزند کوچکتر تیم (تینا تمپلتون) از کودک شرکت فرستاده شده تا مدرسه ای (که اتفاقاً خواهر بزرگتر او، تابیتا تمپلتون در آن درس می‌خواند) که یک نوزاد باهوش (اروین آرمسترانگ) آن را تأسیس کرده‌است و در آن یاد می‌دهند که بچه‌ها از والدینشان فاصله بگیرند را از بین ببرد. تینا پدرش و عمویش (تد تمپلتون جونیور یا همان بچه رئیس سابق) را به کودک شرکت می‌برد و محلولی را به آنها می‌دهد که بزرگسالان را دوباره به بچه تبدیل می‌کند. تیم و تد با شکلِ بچه به مدرسهٔ بلوط می‌روند و اطلاعاتی را جمع‌آوری می‌کنند. در شب جشن کریسمس در مدرسه والدین با اپلیکیشنی که آرمسترانگ تولید کرده هیپنوتیزم می‌شوند و انقلاب بچه‌ها آغاز می‌شود؛ اما خانواده تمپلتون می‌توانند با همکاری یکدیگر والدین را از حالت هیپنوتیزم خارج کنند و انقلاب بچه‌ها را شکست دهند.

## صداپیشه‌ها
- الک بالدوین به عنوان تد تمپلتون جونیور (بچه رئیس)، یکی از مدیران سابق کودک شرکت، برادر کوچکتر تیم، عموی تینا و تابیتا
- جیمز مارسدن به عنوان تیموتی «تیم» تمپلتون، برادر بزرگتر تد جونیور، شوهر کارول، پدر تینا و تابیتا، پسر بزرگتر جنیس و تدِ پدر.
- ایمی سداریس به عنوان تینا تمپلتون، مدیر مخفی و جدید کودک شرکت، دختر کوچکتر تیم و کارول، خواهر کوچکتر تابیتا، برادرزاده کوچکتر تد، نوه کوچکتر جنیس و تدِ پدر.
- آریانا گرینبلات در نقش تابیتا تمپلتون، خواهر بزرگ‌تر تینا، دختر بزرگتر تیم و کارول، برادرزاده بزرگ‌تر تد، و نوه بزرگ‌تر تدِ پدر و جنیس. گرینبلات جایگزین نینا زوئی باکشی در فیلم اول شد.
- جف گلدبلوم به عنوان دکتر اروین آرمسترانگ، یک نوزاد باهوش که نقشه‌ای برای حذف همه والدین دارد.
- اوا لونگوریا به عنوان کارول تمپلتون، همسر تیم، زن برادر (زن داداش) تد جونیور، عروس جنیس و تدِ پدر و مادر تینا و تابیتا.
- جیمی کیمل به عنوان تد تمپلتونِ پدر، شوهر جنیس، پدر تیم و تد جونیور، پدر شوهر کارول، پدربزرگ تابیتا و تینا.
- لیسا کودرو به عنوان جنیس تمپلتون، همسر تدِ پدر، مادر تیم و تد جونیور، مادرشوهر کارول، مادربزرگ تابیتا و تینا.
- جیمز مک گراث در نقش ویزی، ساعت زنگ‌دار گندالف زیبای تیم از دوران کودکی‌اش.

## تولید

### انیمیشن
بخش‌هایی از تولید این انیمیشن در طول دنیاگیری کروناویروس به صورت دورکاری انجام شد.

### موسیقی
شوبرت آواکیان و پوریا نیاکان که موسیقی قسمت اول این فیلم را ساختند، ساخت موسیقی دنبالهٔ این فیلم را برعهده دارند.